# Motyxia kerna
Motyxia kerna är en mångfotingart som beskrevs av Chamberlin 1941. Motyxia kerna ingår i släktet Motyxia och familjen Xystodesmidae. Inga underarter finns listade i Catalogue of Life.